# 迪克·麦圭尔
迪克·麦圭尔（英語：Dick McGuire，1926年1月25日—2010年2月3日），美国NBA联盟前职业篮球运动员。